# 黄昏锡嘴雀
是一种体型较大的雀。过去认为它与欧亚大陆的锡嘴雀属于同一属，如今通常将它和黑头锡嘴雀归于单独的属。
其繁殖栖息地为全加拿大，以及美国和墨西哥的西部山区的针叶林和混交林。在英伦三岛，它是一种极为罕见的鸟类，到目前为止，仅有两个记录。巢是建在一个水平树枝或树分叉上。
这种鸟的迁移路径不固定，有些东西，可以飞到美国南部。
黄昏雀长18.5厘米。成鸟有一个黑色短尾巴，黑色瓷帮以及翼和一个大的浅色喙。成年雄性有一个亮黄色的额头和身体，它的头是棕色的，翅膀有大白斑点。成年雌性主要是橄榄褐色，腹部灰暗，翅膀有白色斑点。
这些鸟在牧草，树木和灌木，有时在地面上觅食。它们主要吃种子，浆果和昆虫。非产卵季节，它们往往成群觅食。有时，它们会吞噬细砾。